# Neurothemis luctuosa
Neurothemis luctuosa is een libellensoort uit de familie van de korenbouten (Libellulidae), onderorde echte libellen (Anisoptera).
De wetenschappelijke naam Neurothemis luctuosa is voor het eerst geldig gepubliceerd in 1942 door Lieftinck.